# Bulbophyllum recurvilabre
Bulbophyllum recurvilabre är en orkidéart som beskrevs av Leslie Andrew Garay. Bulbophyllum recurvilabre ingår i släktet Bulbophyllum och familjen orkidéer.
Artens utbredningsområde är Filippinerna. Inga underarter finns listade i Catalogue of Life.